# Three Friends (film)
Three Friends è un cortometraggio muto del 1913 diretto da David W. Griffith. Interpretato da Blanche Sweet e da Henry B. Walthall, il film uscì nelle sale il 2 gennaio 1913. Tra gli altri interpreti, anche Lionel Barrymore, Mae Marsh e Harry Carey. Il film venne girato a New York.

## Trama
Un autista di taxi dal grande cuore adotta un cane e un cavallo che erano stati maltrattati dai loro precedenti proprietari.

## Produzione
Il film venne girato a New York, prodotto dalla Biograph Company.

## Distribuzione
il film - un cortometraggio di una bobina - uscì nelle sale cinematografiche statunitensi il 2 gennaio 1913, distribuito dalla General Film Company.